# Vestalis anne
Vestalis anne là loài chuồn chuồn trong họ Calopterygidae. Loài này được Hämäläinen mô tả khoa học đầu tiên năm 1985.